# Романово (Косіхинський район)
Рома́ново (рос. Романово) — село у складі Косіхинського району Алтайського краю, Росія. Входить до складу Контошинської сільської ради.

## Населення
Населення — 267 осіб (2010; 322 у 2002).
Національний склад (станом на 2002 рік):
- росіяни — 97 %